# Abbaye Saint-Joseph de Spencer
Pour les articles homonymes, voir Abbaye Saint-Joseph.
L'abbaye Saint-Joseph est une abbaye cistercienne de moines plus communément appelés trappistes (Ordo cisterciensis strictoris observantiæ) située aux États-Unis, à Spencer, dans le Massachusetts. La fabrication de confitures et de gelées sont assurés par les moines. L'abbaye a aussi, durant un temps, brassé des bières trappistes mais a décidé d'interrompre sa production en raison de la concurrence trop forte sur le marché.

## Histoire
Un groupe de moines expulsés de la Grande Trappe par la Révolution française, dirigés par dom Augustin de Lestrange, ont fondé une abbaye à La Valsainte (Suisse), chartreuse supprimée en 1778. Dom de Lestrange envoie ensuite en 1803 un groupe de moines fonder en Amérique du Nord, mais ils reviennent en France en 1815 sauf un, dom Vincent de Paul Merle (1768-1853), resté à Halifax (Nouvelle-Écosse). Celui-ci offre ses services à l'évêque du Québec pour missionner auprès des tribus indiennes et des Acadiens. En 1819 avec l'accord de dom de Lestrange qui résidait à l'abbaye Notre-Dame de Bellefontaine en France, dom Merle fonde une petite trappe avec cinq compagnons, l'abbaye du Petit Clairvaux. L'interprétation de la règle, voulue par le P. de Lestrange, est extrêmement rigoureuse, ce qui nuit aux vocations. Cependant dix-huit moines de l'abbaye de Saint-Sixte (Westvleteren, en Belgique), conduits par Dom Jacques Deportemont, viennent à l'appel du second abbé, Dom François-Xavier Kaiser (1785-1862), renforcer la communauté de l'abbaye entre 1857 et 1862. Elle est affiliée à la congrégation de La Trappe et sous l'abbatiat de Dom Jacques Deportemont est soutenue par l'abbaye de Gethsémani dans le Kentucky qui en devient l'abbaye-mère. Le Petit Clairvaux, après quelques tentatives infructueuses de fondations devient abbaye autonome en 1876.
L'abbaye, qui comprend quarante-cinq moines, est détruite par un incendie en 1892. Heureusement, aucun des moines n'est blessé, mais tout doit être reconstruit, ce qui provoque des tensions internes. Un certain nombre de moines, avec l'abbé, retournent dans leur abbaye-mère, en Belgique et un nouvel abbé est élu, Dom John Mary Murphy (1849-1913), moine de l'abbaye d'Oka. Une partie de la communauté est relevée de ses vœux. Il ne reste plus que douze moines en 1898.

## Seconde fondation
Dom Murphy décide de déménager dans un nouveau lieu du diocèse de Providence (Rhode Island) et ce sont les débuts en 1899 de la communauté de Notre-Dame de la Vallée, renforcée par l'appui des cisterciens de l'abbaye Notre-Dame du Lac au Québec. La communauté croît lentement dans la pauvreté sous le nouvel abbatiat de dom John O'Connor (1864-1945), et puis à partir des années 1920-1930 affermit ses bases : l'église est construite, un noviciat et une grande porterie aussi. Pendant la guerre, l'abbaye est en plein essor : les moines sont au nombre de 84 et, en 1948, 137 ! Un groupe fonde une communauté au Mexique (Notre-Dame de la Guadeloupe) et un autre Notre-Dame de la Sainte-Croix en Virginie.
En mars 1950, nouvelle catastrophe : l'abbaye brûle. L'abbaye doit être reconstruite, mais ailleurs. Cette fois-ci, quatre-vingts moines emménagent dans un nouveau lieu : Saint-Joseph, à Spencer dans le Massachusetts. La nouvelle église est consacrée en 1953, grâce à son domaine agricole, au boom économique et à l'intérêt spirituel envers le monachisme (nous sommes à l'époque de Thomas Merton), la nouvelle abbaye connaît quelques années d'épanouissement. Saint-Joseph et ses deux fondations comptent 186 moines en 1957…Dans les années qui viennent, les cisterciens fondent en Argentine, au Chili et dans le Colorado. Ce furent les grandes années de l'abbatiat de dom Edmund Futterer (1901-1984). Il démissionne en 1961 en restant à Spencer, mais les temps changent bientôt, avec la crise de l'Église et la révolution des mœurs.
L'abbaye connaît des départs à partir de 1965 pendant une dizaine d'années. Elle trouve désormais un rythme différent en s'ouvrant à des retraites et des récollections de laïcs, tandis que la communauté — trente-six moines en 2009 — soigne ses frères âgés.